# La tarde con hola Chile
La tarde con Hola Chile fue un programa de televisión chileno transmitido por La Red, originalmente de horario matinal, y posteriormente vespertino. Era conducido por Julia Vial y Eduardo de la Iglesia, quienes son acompañados por los panelistas Daniel Tapia, Claudio Rojas Fischer (Abogado), Christian Salazar (Geólogo), Marco Kremerman (Economista).
Comenzó a ser emitido el 7 de marzo de 2016 reemplazando a Mañaneros; pues forma parte de una reestructuración de la programación matinal de La Red.
Sin embargo, a partir del 15 de mayo de 2017, el programa se transmite a partir de las 07:00 de la mañana, a diferencia de sus competidores tradicionales que inician a las 8 de la mañana; El cambio de horario tiene como objetivo reemplazar al magacín femenino Mujeres primero. Se extiende por 3 horas.
A raíz del estallido social en Chile en enero de 2020 se decide prolongar su horario de emisión así quedando de 8 de la mañana hasta las 13:00 horas.[cita requerida]
A partir del 5 de mayo de 2020 el programa deja de emitirse en horario matinal y cambia su horario de emisión de 15:30 a 19:30.
El 3 de junio de 2022, Hola Chile salió del aire como causa de la profunda crisis del canal La Red. Sin embargo se anunció que el 26 de septiembre, el programa vuelve a realizarse.
Desde el 16 de diciembre hasta el 31 de diciembre se emitieron programas antiguos, debido a una huelga de trabajadores.

## Equipo

### Conductores

#### Actuales
- Eduardo de la Iglesia
- Julia Vial

### Panelistas

#### Actuales
- Daniel Tapia
- Claudio Rojas Fischer
- Christian Salazar
- Marco Kremerman
- Álvaro Reyes "Nacho Pop" (solo los Viernes)
- Luis "Cucho" Cubillos: segmento de cocina (solo los Viernes y/o vísperas de fines de semana largo (Semana Santa, Fiestas Patrias, Navidad y Año nuevo))

#### Anteriores
- María Ignacia Rocha
- Juan Andrés Salfate
- Germán Schiessler
- José Miguel Vallejo
- Yerko Ávalos
- Victoria Walsh
- Francisco Kaminski
- Camila Recabarren
- Catalina Pulido
- Vanesa Borghi